# بولص آدم
بولص آدم (مواليد عام 1962)، هو أديب وفنان سينمائي عراقي، يكتب الرواية، والقصة القصيرة، والقصيرة جداً والشعر والنقد. وينقش وينحت على الرخام والمرمر. خريج أكاديمية الفنون الجميلة-جامعة بغداد. اختصاص سينما، أخرج عدة أفلام قصيرة ومثل في العديد من المسرحيات. درس الفلسفة وتاريخ الفن في النمسا.

## من مؤلفاته
- كتاب: «ضراوة الحياة الآمتوقعة»، (القاهرة 2010).
- «اللون يؤدي إليه»، (بغداد 2013).
- «باصات أبو غريب»، (دمشق 2020).
- رواية: «نينا تُغنِّي بياف» (الأردن 2024).

## الجوائز
- جائزة ناجي نعمان الادبية لعام 2014. (عن كتابه الموسوم (اللون يؤدي إليه.)[4]